# Linda Braidwood
Linda Schreiber Braidwood (* 9. Oktober 1909 in Grand Rapids, Michigan, als Linda Schreiber; † 15. Januar 2003 in Chicago, Illinois) war eine US-amerikanische Prähistorikerin. Gemeinsam mit ihrem Mann Robert John Braidwood entdeckte sie die Beweise für die Anfänge der Landwirtschaft und den anschließenden Aufstieg der Zivilisation im Nahen Osten.

## Leben und Leistungen
Linda Schreiber studierte an der University of Michigan Archäologie und erlangte dort 1932 ihren Bachelor-of-Arts-Titel. Anschließend schloss sie sich einer mehrjährigen Grabungskampagne des Oriental Institute der University of Chicago unter der Leitung von James H. Breasted in der Amuq-Ebene an. Auf der Grabung lernte sie Robert J. Braidwood kennen, den sie 1937 heiratete. In der Folgezeit bereitete sie die Publikationen der Grabungsergebnisse, insbesondere der Keramik, Steinwerkzeuge und anderer Artefakte, in Kurdu, Dhahab, Tayinat, und Çatalhöyük vor. 1946 erlangte sie in Chicago ihren Master-of-Arts-Abschluss. Ab 1947 – seit diesem Jahr bis 1976 war Linda Braindwood Research Associate des Chicago Oriental Institute – untersuchte das Ehepaar Braidwood den Übergang von den Jäger-und-Sammler-Kulturen zur Sesshaftigkeit. Sie waren die ersten, die Beweise dafür fanden. Auch waren sie Pioniere im Einsatz von naturwissenschaftlichen Methoden auf ihren Grabungen, insbesondere bei der Untersuchung von Knochen und Pflanzenresten. Sie erweiterten ihre Grabungsteams um Geologen, Zoologen und Botaniker. Auch waren sie die ersten, die Willard Libbys Methode der Radiocarbon-Datierung auf ihre organischen Materialien anwandten. Mit Jarmo untersuchten sie die zu dem Zeitpunkt älteste bekannte menschliche Siedlung. Nach dem Militärputsch im Juli 1958 gegen Faisal II. im Irak verlegte das Ehepaar Braidwood seine Forschungen in die Türkei. 1963/64 war Linda Braidwood dort Fulbright Research Fellow. In der Türkei begannen sie eine bis 1972 andauernde enge Zusammenarbeit zwischen dem Chicagoer Institut und den von Halet Çambel geleiteten Projekten zur Ur- und Frühgeschichte. Insgesamt dauerte das Projekt, das einen gut 650 Kilometer langen Streifen im Südwesten der Türkei untersuchte, bis in die 1990er Jahre. Der bedeutendste Fund war dabei 1964 der von Çayönü. 1993 fanden sie dort ein Stück einer Textilie, das in die Zeit um 7000 v. Chr. datiert wird und damit nicht nur das älteste bekannte Exemplar eines Kleidungsstückes ist, sondern auch das früheste Beispiel für die Domestizierung von Flachs durch Menschen zu dieser frühen Zeit. Zu ihren Funden gehörten nicht nur die ältesten bekannten Reste von Kleidungsstücken, sondern auch einige der ältesten Werkzeuge aus Kupfer sowie einige der ältesten Hausbauten. Nach ihrer Pensionierung lebte das Paar in LaPorte, Indiana. Beide wurde Mitte Januar 2003 mit Lungenentzündungen in das University of Chicago Medical Center eingeliefert und starben im Abstand von nur wenigen Stunden am 15. Januar.
Wie so häufig bei gemeinsam arbeitenden Ehepaaren in der Archäologie wurde lange Zeit mit Robert J. Braidwood vor allem der männliche Teil öffentlich und institutionell wahrgenommen. In einem Nachruf stellte Gil Stein, der damalige Leiter des Chicagoer Oriental Institute, klar heraus, dass The two of them were true intellectual partners in addition to their deep personal commitment to each other. Everyone who encountered them over the years was struck by the way they worked together as a team (Die beiden waren echte intellektuelle Partner, zusätzlich zu ihrer tiefen persönlichen Verbundenheit zueinander. Jeder, der ihnen im Laufe der Jahre begegnete, war beeindruckt von der Art und Weise, wie sie als Team zusammenarbeiteten). Beide waren grundlegend mit ihren Forschungen zum Übergang von nomadischen Kulturen zur Sesshaftigkeit, ebenso bei der Einbeziehung moderner archäologischer Methoden. Sie waren maßgeblich mit daran beteiligt, Archäologie von einer Wissenschaft auf der Suche nach Artefakten zur Präsentation in Museen zu einer Wissenschaft zu transformieren, die ganze Veränderungsprozesse auch jenseits der Artefakte selbst untersucht. Von 1957 bis 1967 gehörte sie dem Beirat des American Journal of Archaeology an.

## Publikationen (Auswahl)
- mit Calvin M. MacEwan, Henri Frankfort, Hans Gustav Güterbock, Richard C. Haines, Helene J. Kantor und Carl H. Kraeling: Soundings at Tell Fakhariyah (= University of Chicago Oriental Institute publications. Band 79). Oriental Institute of Chicago, Chicago 1958 (Digitalisat).
- Digging Beyond the Tigris. An American woman archaeologist’s story of life on a „dig“ in the Kurdish hills of Iraq. Abelard-Schuman, New York 1959.
- mit Robert John Braidwood: Prehistoric village archaeology in South-Eastern Turkey. The eight millennium B.C. site at Çayoenue, its chipped and ground stone industries and faunal remains (= BAR international series. Band 138). Oxford 1982, ISBN 0-86054-169-X.
- mit Robert John Braidwood und Bruce Howe: Prehistoric archaeology along the Zagros Flanks (= University of Chicago Oriental Institute publications. Band 105). Oriental Institute of Chicago, Chicago 1983, ISBN 0-918986-36-2 (Digitalisat).